# Eduardo Praes
Eduardo Praes (Ituverava, 3 novembre 1988) è un ex calciatore brasiliano, di ruolo difensore.

## Carriera
Ha giocato nella prima divisione dei campionati nicaraguense ed hongkonghese.

## Palmarès

### Club

#### Competizioni nazionali
- Hong Kong Premier League: 1

Tai Po: 2018-2019
- Hong Kong Sapling Cup: 1

H.K. Pegasus: 2015-2016